# Muho Noelke
Muhō Nölke (ネルケ無方?) se convirtió en abad de Antaiji en 2002.
Nació en 1968 en Berlín y creció en la Alemania del Oeste. A los 16 años conoció el Zen gracias a uno de sus profesores de instituto y pronto tuvo el deseo de ser monje Zen. Para preparar su estancia en Japón, estudió japonés en la Universidad de Berlín, así como Filosofía y Física. Durante sus estudios, pasó un año en la Universidad de Kioto donde supo de Antaiji por primera vez. A los 22 años pasó sus primeros 6 meses allí como practicante laico.
Tres años después, al graduarse en la Universidad, Muho fue ordenado por el abad Miyaura Shinyu Roshi. Además de Antaiji, pasó un año en el monasterio Rinzai de Tofukuji en Kyoto y un año en Hosshinji en Obama.
Después de obtener la transmisión del dharma (shiho) de su maestro Miyaura Roshi decidió vivir como monje sin-hogar en un parque en Osaka, donde dirigía un grupo de zazen. Tenía 33 años.
Pero después de 6 meses, en febrero de 2002, tuvo noticia de la muerte repentina de su maestro y fue llamado de vuelta a Antaiji. En la primavera del mismo año sucedió a su maestro como el noveno abad. 